# Святая Екатерина Александрийская (Рафаэль)
«Святая Екатерина Александрийская» — картина итальянского художника эпохи Возрождения Рафаэля. На ней изображена христианская мученица IV века Святая Екатерина, опирающаяся на колесо (отсылка к причине её смерти). Предполагают, что картина была создана около 1507 года, перед самым отъездом Рафаэля из Флоренции в Рим.
Святую Екатерину изображали многочисленные художники Возрождения — Караваджо, Лукас Кранах; чаще в композиции картин присутствовало колесо.